# Pickford's House Museum

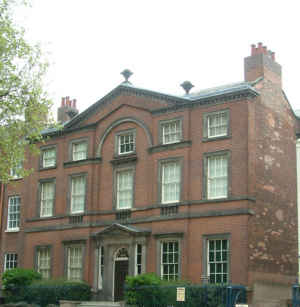
Pickford's House Museum

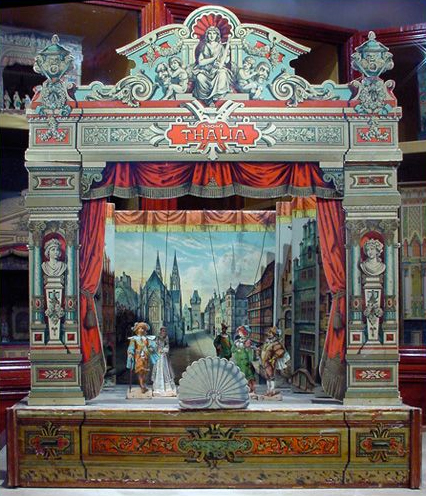
Teatro de juguete expuesto en el museo

Pickford's House Museum (del inglés: Pickford's House Museum of Georgian Life and Costume), nº 41 de lo Friar Gate, Derby, es una elegante casa de estilo georgiano construida por el destacado arquitecto inglés Joseph Pickford en 1770 para su propia familia. La planta baja se presenta como podría haber sido en el tiempo de Pickford, juntamente con muestras de vestuario de los siglos XVIII y XIX. Es poseído y gestionado por el Ayuntamiento de Derby.
«La Casa de Pickford» fue construida con la intención de mostrar su trabajo y conseguir nuevos contactos. También fue su residencia. En la parte trasera de la propiedad, había el patio de su constructor, y el acceso era por un camino de entrada a la derecha de la propiedad.